# Druida

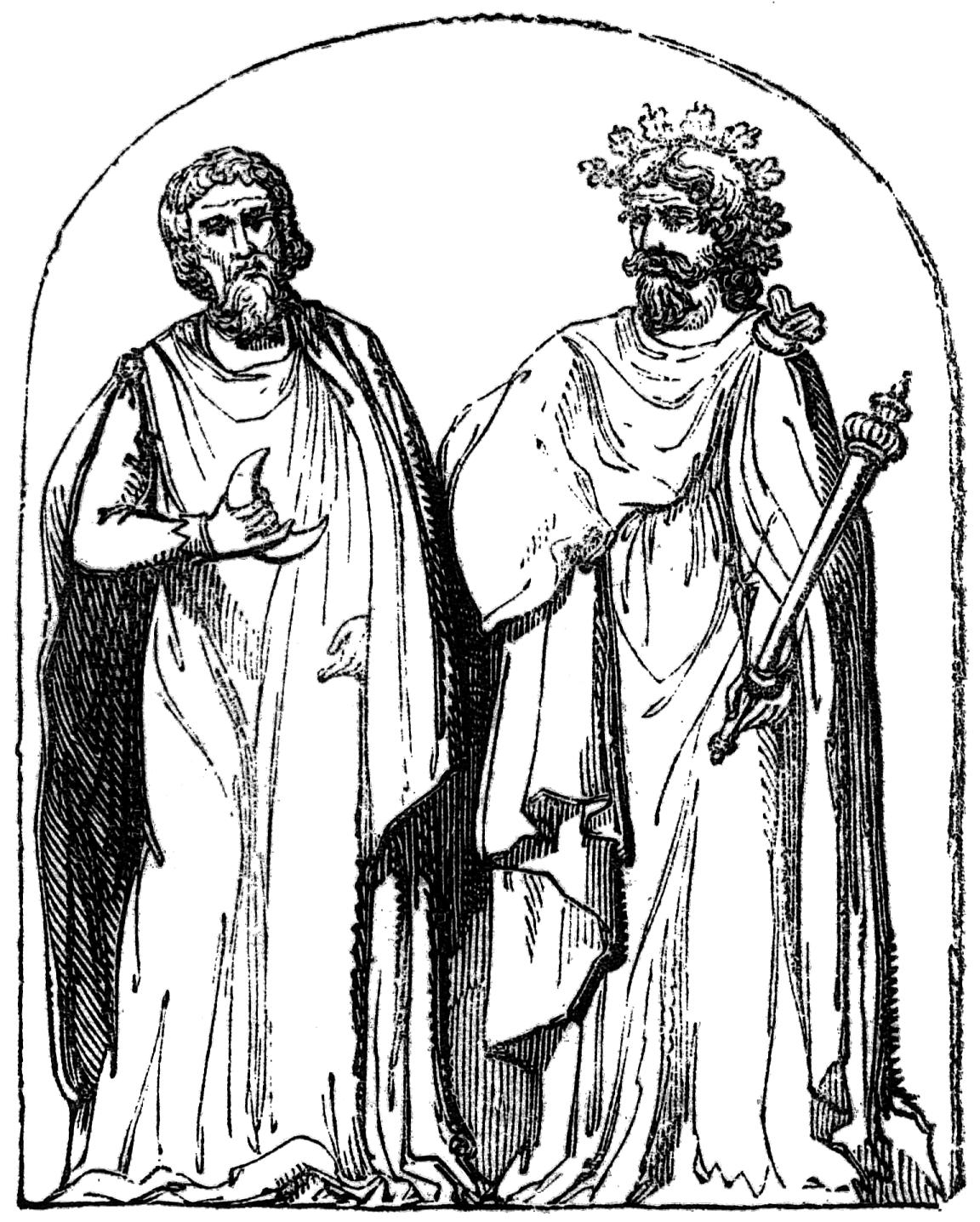
Imagen de dos druidas. Grabado del basado en una ilustración de 1719 de Bernard de Montfaucon.

Los druidas eran personas de la clase sacerdotal (aunque no eran necesariamente sacerdotes) en Gran Bretaña, Irlanda, norte de España, la Galia (Francia y norte de Italia), y posiblemente otras partes de la Europa Céltica durante la Edad de Hierro, e incluso antes. Su función podía ser sacerdotal (Irlanda) o profética (Gales), en cuyo caso se decía que estaban imbuidos de la awen (“inspiración”) que también actuaba en los bardos. No hay registros escritos por los propios druidas y la única evidencia de la que se dispone son descripciones breves realizadas por los griegos, romanos y varios autores y artistas dispersos, así como algunas historias creadas posteriormente, en el Medievo, por escritores irlandeses. Se tiene evidencia arqueológica relativa a las prácticas religiosas en la Edad del Hierro, aunque “ningún artefacto o imagen desenterrada se ha podido asociar indudablemente con los antiguos druidas”. Varios temas recurrentes sobre los druidas se presentan en un gran número de registros grecorromanos, incluyendo los sacrificios humanos, su creencia en la reencarnación y su alto estatus social en los pueblos galos. Nada se sabe aún sobre sus prácticas de culto, excepto por el ritual del roble y el muérdago según la descripción de Plinio el Viejo.
La referencia más antigua de la que se tiene conocimiento data del año 200 a. C., aunque la descripción fehaciente más antigua proviene del general y político romano Julio César en su escrito Comentarios sobre la guerra de las Galias (50 a. C.). Escritores grecorromanos posteriores también describieron a los druidas, entre ellos Cicerón, Tácito y Plinio el Viejo. Tras la invasión de la Galia por el Imperio romano, el druidismo fue proscrito por el gobierno romano bajo el mandato de los emperadores romanos Tiberio y Claudio en el siglo I d. C. y acabaría desapareciendo de los registros escritos alrededor del siglo II.
Con la romanización, los últimos druidas auténticos desaparecieron, y con ellos sus enseñanzas y conocimientos. Aquellos que, siglos más tarde, reivindicaron el título de druida para sí no eran ya más que simples brujos o adivinos. Alrededor del año 750 la palabra “druida” aparece nuevamente en un poema del monje irlandés Blathmac, convertido al cristianismo, quien escribió sobre Jesús diciendo que él fue “...mejor que un profeta, con más conocimientos que cualquier druida, un rey que fue obispo y un completo sabio”. Los druidas también son mencionados en varios cuentos medievales de la Irlanda cristiana tales como Táin Bó Cúailnge, donde se les retrata ampliamente como hechiceros que se oponían a la llegada del cristianismo. En el despertar del Renacimiento céltico, a fines del siglo XIX y comienzos del XX, grupos fraternales y neopaganos se fundaron basándose en ideas sobre los antiguos druidas en un movimiento que es conocido como neodruidismo.

## Etimología

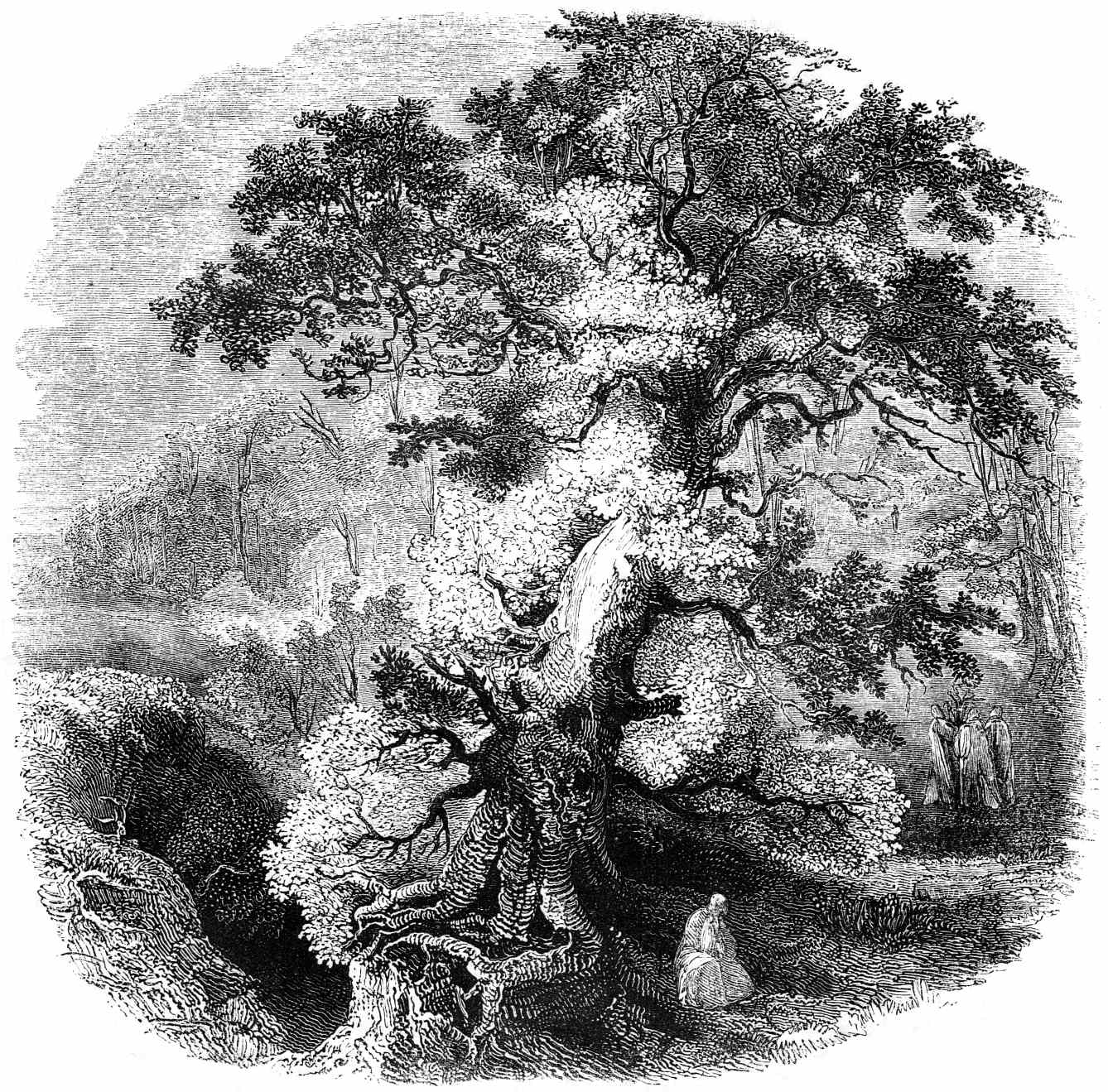
Ilustración del donde se representa a un druida junto a un roble.

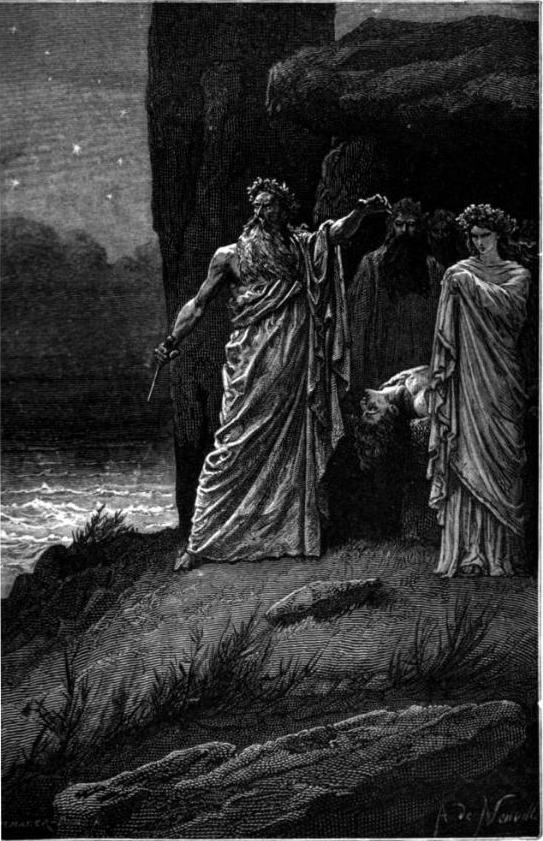
Los Druidas, representación fantástica de Neuville en el s. XIX.

La palabra druida proviene del latín druides, que a su vez fue considerada por los antiguos escritores romanos proveniente de la palabra nativa en céltico para esas figuras sacerdotales. Otros textos romanos también emplean la forma druidae, mientras que el mismo término fue usado por etnógrafos griegos como δρυΐδης (druidēs). 
Aunque no han sobrevivido inscripciones romanas o célticas que alberguen la morfología de la palabra, ésta es cognada con el céltico insular tardío, irlandés antiguo, drui (druida, hechicero) y el galés temprano dryw (vidente). Con base en todas las formas disponibles, la palabra hipotética del protocelta puede ser reconstruida como *dru-wid-s (pl.*druwides), que significa “el que conoce al roble”. 
Los dos elementos provienen de las raíces protoindoeuropeas *deru y *weid (ver). El sentido de “conocedor del roble” (o “vidente del roble”) es confirmado por Plinio el Viejo, quien en su Historia natural etimologiza al término como si proviniera del sustantivo griego δρύς (drus), “roble” y del sufijo griego -ιδης (-idēs).
La palabra del moderno irlandés para roble es dair, y de ésta se derivan formas inglesas para lugares, tales como Derry—Doire y Kildare—Cill Dara (literalmente “templo del roble”). Hay varias historias de santos y héroes que versan sobre robles, y subsisten en la Irlanda rural algunas historias y supersticiones locales (llamadas pishogues) sobre los árboles en general. Tanto la palabra irlandesa drui como la galesa dryw pudieran también referirse al pájaro chochín, posiblemente asociando a este con el ave del augurio en las tradiciones irlandesa y galesa. (Véase: Wren Day).

## Prácticas y doctrinas
De acuerdo con el historiador Ronald Hutton, “no podemos saber virtualmente nada con certeza acerca de los antiguos druidas, así que —aunque sin duda existieron— sirven más o menos como figuras legendarias”. Sin embargo, las fuentes referidas por escritores antiguos y medievales, junto a la evidencia arqueológica, pueden dar una idea de la forma en que desempeñaban su papel religioso.

### Rol social y formación
Una de las pocas cuestiones en las que coinciden las fuentes grecorromanas e irlandesas acerca de los druidas es que estos jugaban un papel importante en la sociedad celta. Julio César, en su descripción sobre la sociedad gala, señalaba que los druidas eran uno de los dos grupos religiosos más importantes (junto a los nobles) y eran responsables de organizar el culto, los sacrificios, la adivinación u oráculo y los procedimientos judiciales. También afirmó que estaban exentos del servicio militar y del pago de impuestos, y tenían el poder para excomulgar a los miembros de la comunidad de los festivales religiosos, ocasionando con ello la proscripción. Otros dos escritores clásicos, Diodoro Sículo y Estrabón, afirmaron que los druidas eran temidos con tal grado de respeto que podían detener una batalla si se colocaban entre dos ejércitos.
Fue Pomponio Mela el primer autor que manifestó que la instrucción de los druidas era secreta y llevada a cabo en las cuevas y los bosques. La tradición druídica consistía en una gran cantidad de versos que se aprendían de memoria, y Julio César resaltó que se podía tardar más de veinte años en completar la formación. No hay ninguna evidencia histórica de la época del auge del druidismo que sugiera que la profesión druida no fuera reservada para los varones, aunque se considera que varias referencias legendarias, como el mito de Ceridwen, insinúan la posibilidad de druidas femeninos. Lo que se sabe sobre la enseñanza a los novicios druidas es pura conjetura: de la literatura oral, no se conoce con certeza que haya sobrevivido algún verso antiguo, ni siquiera bajo la forma de traducción. Toda la formación druida era de carácter oral, aunque César indica que los galos tenían, para cuestiones ordinarias, un lenguaje escrito en el que usaban caracteres griegos. En esto probablemente se basó en escritores antiguos, ya que en tiempos de César, los escritos galos se habían trasladado de la escritura griega a la latina.

### Filosofía
Alejandro Polímata se refirió a los druidas como filósofos y consideró como pitagórica su doctrina de la inmortalidad del alma y de la reencarnación o metempsícosis.

«La doctrina pitagórica prevalece entre los galos que enseñan que las almas de los hombres son inmortales, y que después de un número determinado de años entrarán en otro cuerpo».

Julio César escribió:

Respecto a sus enseñanzas propiamente dichas, el objetivo principal de toda su instrucción es, en su opinión, imbuir a sus estudiantes con una creencia firme en la indestructibilidad del alma, la cual, de acuerdo con sus creencias, simplemente pasa de un inquilino a otro tras la muerte; solamente por esta doctrina, que roba a la muerte todos sus temores, puede desarrollarse la forma más elevada de valentía humana. Secundarias a este principio fundamental, ellos sostienen varias disertaciones y discusiones sobre astronomía, sobre la extensión y distribución geográfica del globo, sobre las diferentes ramas de la filosofía natural y sobre varios problemas relacionados con la religión.
Julio César, De Bello Gallico, VI, 13

Diodoro Sículo, en el año 36 a. C., describió cómo los druidas seguían la “doctrina pitagórica” de que las almas humanas “son inmortales y después de un número de años determinado ellas comienzan una vida nueva en un cuerpo nuevo”. En 1928, el folclorista Donald A. Mackenzie especuló que los druidas habrían sido misioneros budistas enviados por el rey indio Ashoka. Ya otros han invocado semejanzas comunes indoeuropeas. César describió la doctrina del ancestro original de la tribu, a quien se refirió como Dispater o “padre” Hades.

### Rito del Muérdago
Plinio el Viejo describió detalladamente un ritual druida concerniente al roble y al muérdago:

«Tras haber preparado los sacrificios y los banquetes bajo los árboles traen dos toros blancos cuyos cuernos han sido vendados. En su túnica blanca, un druida sube el árbol para cortar el muérdago con su hoz de oro, otros vestidos de la misma manera lo reciben. Después matan a los animales de sacrificio y rezan para que el dios les recompense esta ofrenda con sus dotes».

### Sacrificios

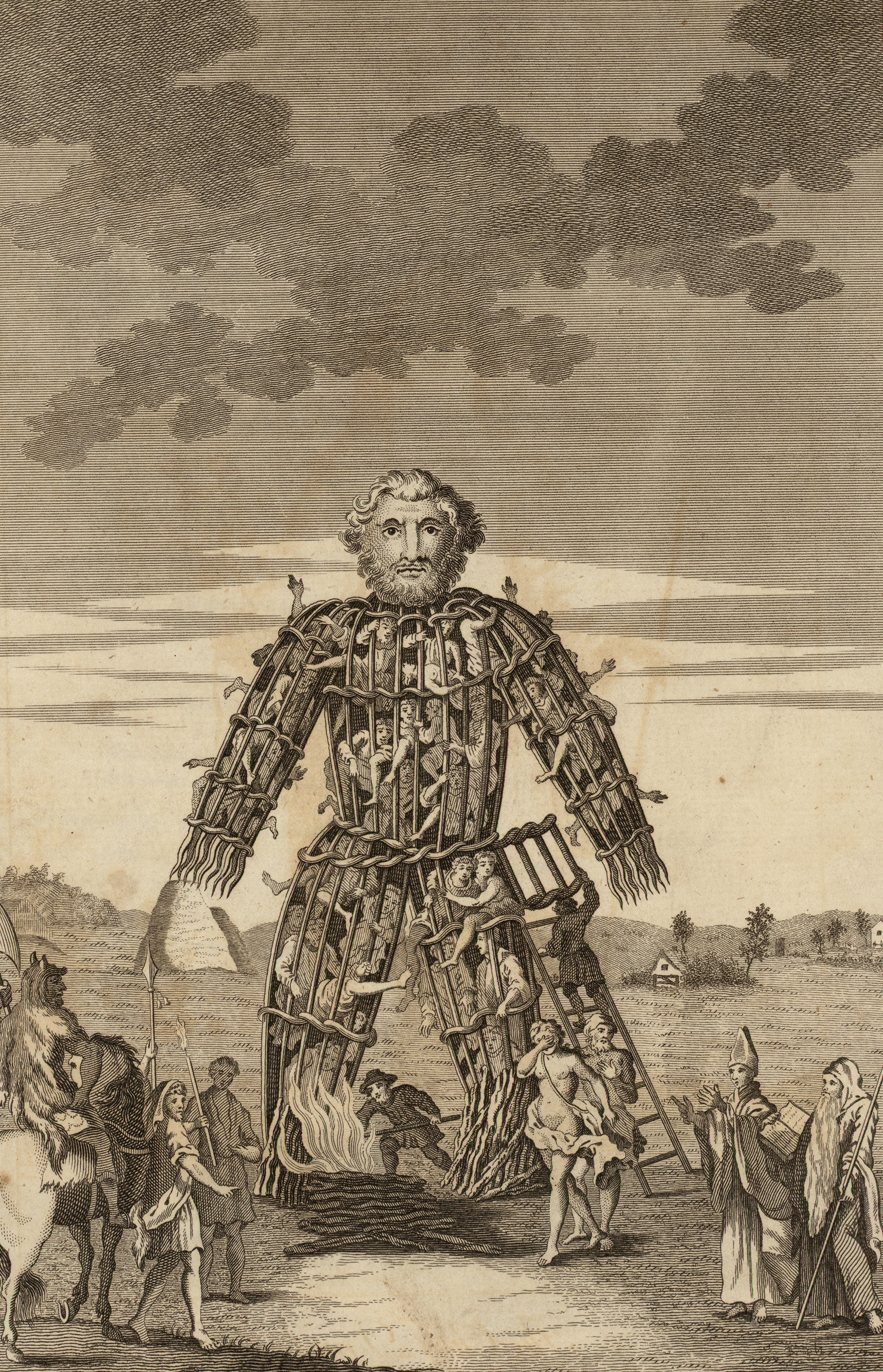
Una ilustración de 1753 del “hombre de mimbre”, la forma de ejecución que usaban los druidas para el sacrificio humano, según Julio César.

Los escritores grecorromanos hicieron con frecuencia referencia a los druidas como practicantes de sacrificios humanos, por lo que los consideraban bárbaros. Los informes acerca de los sacrificios druídicos se encuentran en los trabajos de Marco Anneo Lucano, Julio César, Suetonio y Cicerón. César señaló que el sacrificio se hacía principalmente con criminales, pero algunas veces también se utilizaba a inocentes. Estos eran quemados vivos dentro de un gran muñeco de madera, ahora conocido como el hombre de mimbre.
Una descripción diferente, proveniente del manuscrito Commenta Bernensia, del siglo X, afirma que los sacrificios para las deidades Teutates, Esus y Taranis se realizaban, respectivamente, a través del ahogamiento, del ahorcamiento y del fuego. (Véase: Muerte triple)
Diodoro Sículo aseveró que, para que un sacrificio fuera aceptado por los dioses celtas, tenía que ser realizado por un druida, pues estos eran los intermediarios entre las personas y los dioses. Sículo observó la importancia de los profetas en el ritual druida:

«Esos hombres predicen el futuro observando el viento y los cantos de las aves y por medio del sacrificio de animales sagrados: todas las peticiones de la sociedad están bajo su autoridad... y en cuestiones muy importantes ellos preparan una víctima humana; al hundir una daga en su pecho, observando la dirección en que desfallece, en que se convulsionan sus extremidades y en que brota su sangre, ellos son capaces de leer el futuro».

Se tiene evidencia arqueológica en la Europa occidental que ha sido ampliamente utilizada para respaldar la idea de que los celtas de la edad de hierro realizaban sacrificios humanos. Se han encontrado sepulturas masivas en un contexto ritual fechadas en este periodo en lo que fue la Galia, en Gournay-sur-Arode y Ribermont-sur-Ancre, en lo que habría sido la región de dominación belga. El arqueólogo excavador de esos sitios, Jean Louis Brunaux, interpretó estas sepulturas como áreas de sacrificios humanos realizados en devoción a algún dios de la guerra, aunque este punto de vista fue criticado por el arqueólogo Martin Brown, quien cree que los cuerpos pudieron ser los de honrosos guerreros, enterrados en un santuario, en vez de los supuestos sacrificios. Varios historiadores han cuestionado si los escritores clásicos grecorromanos son atinados en sus afirmaciones. J. Rives comentó que era ambiguo que los druidas hubieran realizado esos sacrificios, ya que los griegos y romanos eran conocidos por proyectar como rasgos bárbaros lo que ellos veían en los extranjeros, incluyendo no solo a los druidas sino también a los hebreos y cristianos, lo que confirma su “superioridad cultural” en sus propias mentes.
Con una opinión similar, Ronald Hutton sintetiza la evidencia declarando: “Las fuentes griegas y romanas del druidismo no son, como las hemos recibido, de la suficiente calidad para formar una decisión clara y final de si los sacrificios humanos fueron, de hecho, parte de su sistema de creencias”. Peter Berresford Ellis, un nacionalista celta que escribió el libro Los Druidas (1994), creyó que estos eran los equivalentes a la casta brahamánica en la India, y consideró que las acusaciones de sacrificios humanos permanecían sin ser probadas, mientras que la experta en literatura medieval galesa e irlandesa Nora Chadwick, quien pensaba que los druidas eran grandes filósofos, defendió fervientemente la idea de que no estaban involucrados en los sacrificios humanos y que dichas acusaciones eran propaganda imperialista de Roma.

#### Julio César

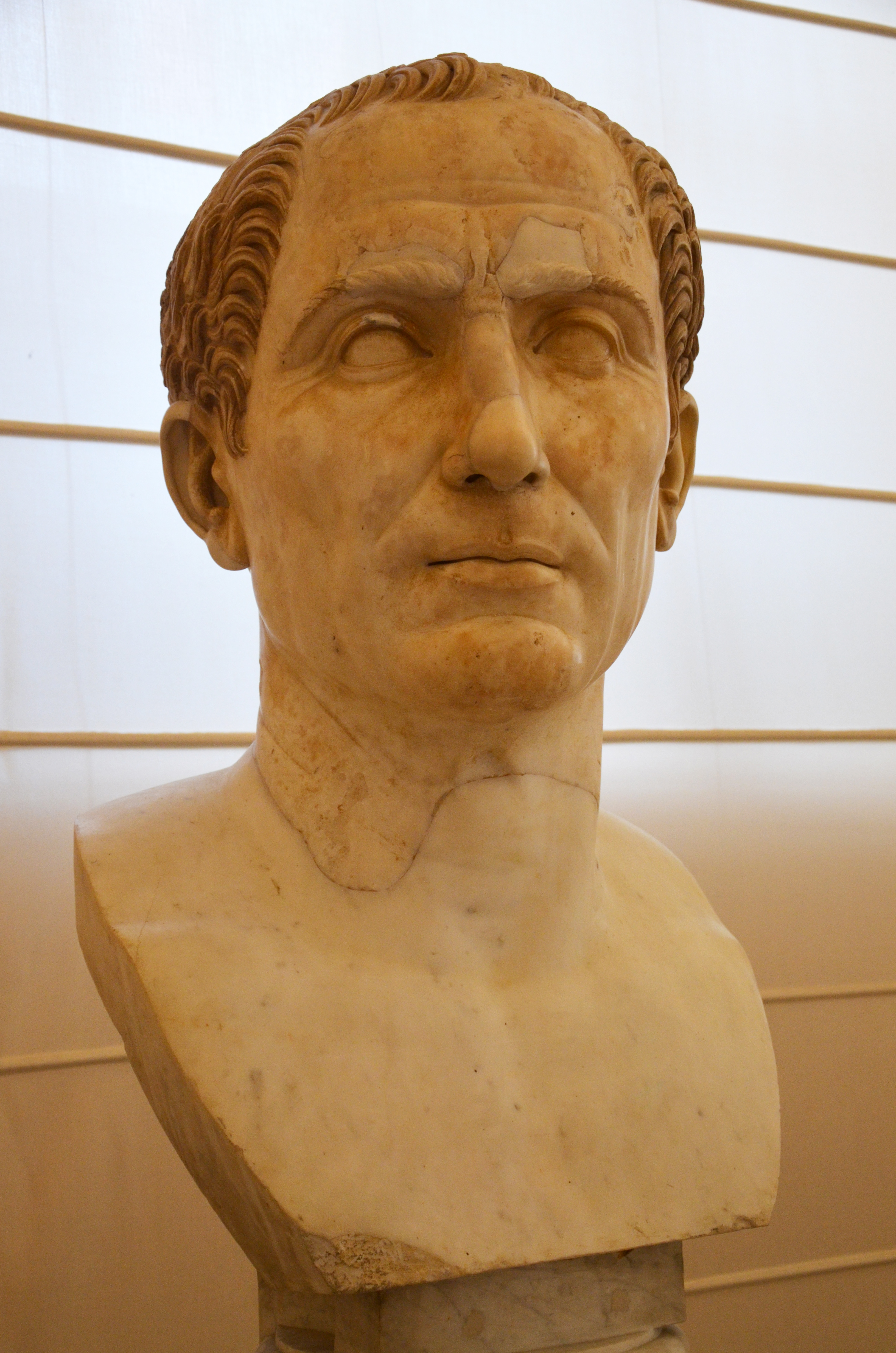
Julio César, general romano y posterior dictador, quien escribió uno de los textos más antiguos y completos en que se describe a los druidas.

### Arqueología

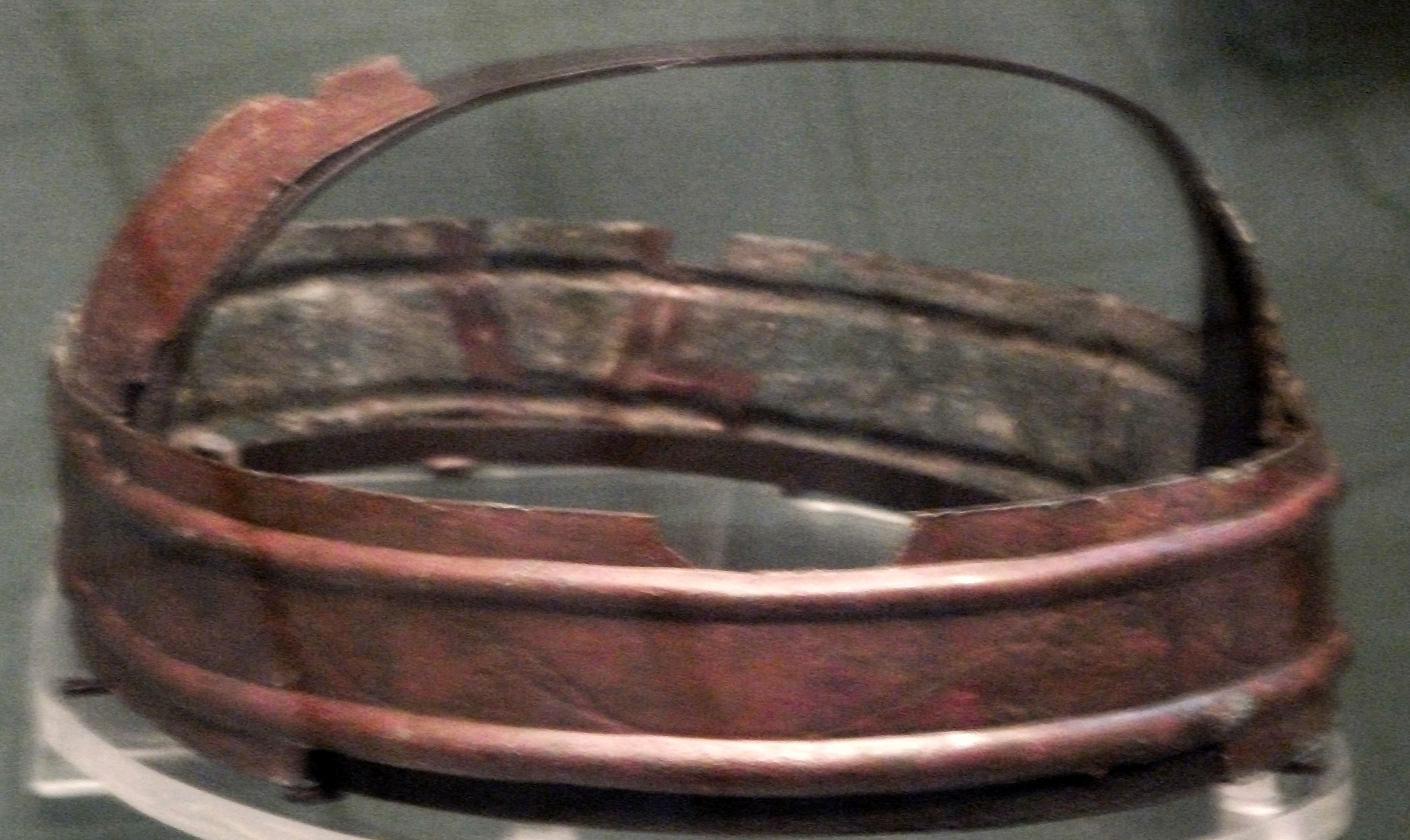
Corona del “Guerrero de Deal” usada posiblemente por druidas. Museo Británico.

### Romanticismo y resurgimiento moderno

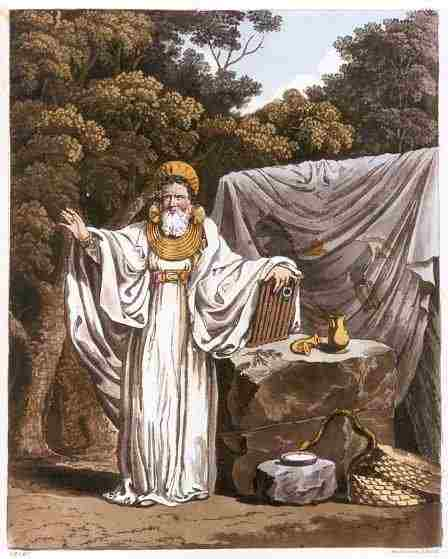
Ilustración ficticia de “Un archidruida y su hábito judicial”, tomado de Las vestimentas originales de los habitantes de las Islas Británicas, por S. R. Meyrick y C. H. Smith (1815). La lúnula dorada es copiada de la Edad de Bronce irlandesa.

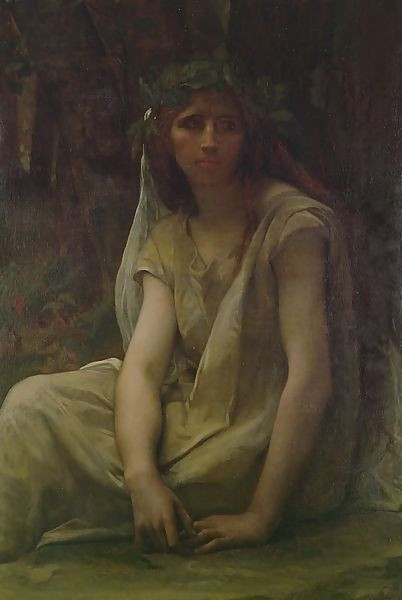
"Los Druidas", por el pintor francés Alexandre Cabanel (1823-1890).

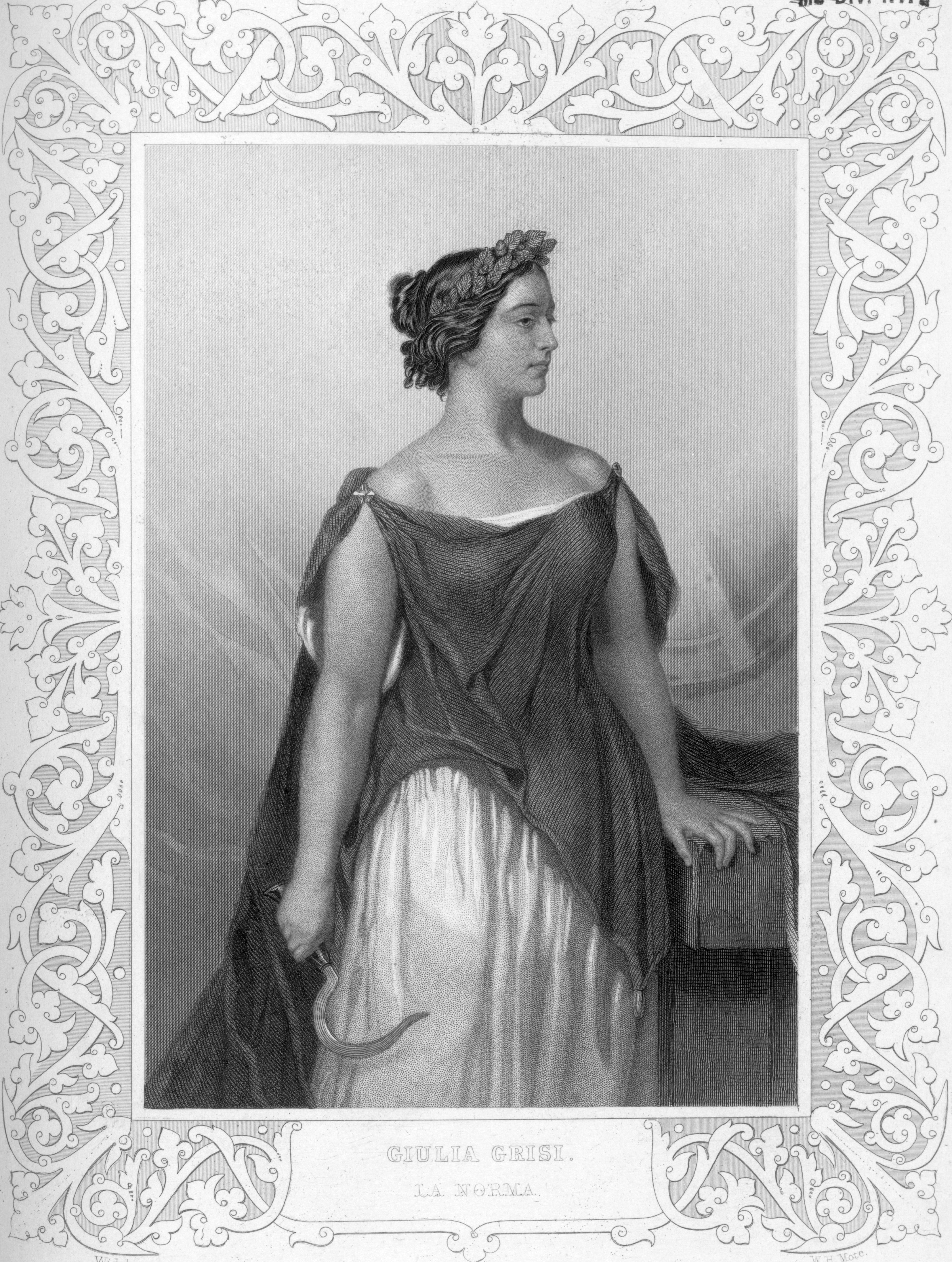
Retrato de Giulia Grisi caracterizada como “Norma” (1844).

## Cultura popular contemporánea

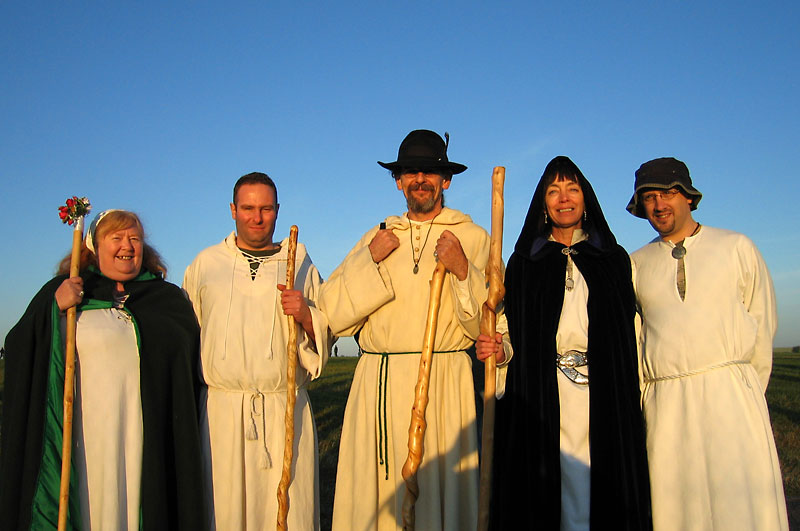
Neodruidas recibiendo al Sol en 2005.